# Bent Wolmar
Bent Wolmar (Fredericia, 8 de agosto de 1937 – 6 de setembro de 2024) foi um futebolista dinamarquês, que atuava como defensor.

## Carreira
Bent Wolmar fez parte do elenco da Seleção Dinamarquesa de Futebol que disputou a Eurocopa de 1964.